# Enceinte médiévale de Castets
L'enceinte médiévale de Castets est un site archéologique situé sur la commune de Bougue, dans le département français des Landes. Il est inscrit au titre des monuments historiques par arrêté du 11 septembre 1997.

## Présentation
Le plateau accueillant l'enceinte fortifiée de Castets constitue un ensemble archéologique et paysager de premier ordre, offrant une position élevée au-dessus de la confluence du Ludon et du Midou, que l'on peut rattacher à plusieurs périodes de l'Histoire. Ses données archéologiques restent toutefois partielles : quelques sondages réalisés par Philippe Gardes, chercheur à l'INRAP, en 1991-1992 attestent d'occupations protohistoriques puis médiévales, avec une succession de quatre mottes castrales et enceintes intégrées dans des réseaux défensifs qui témoignent d'une chronologie complexe.
Le site naturel et historique de Castets est inauguré le 2 avril 2016 en tant qu'élément du Parc naturel urbain du Marsan. Il permet de réaliser des randonnées et offre aux visiteurs sentiers fléchés et panneaux d'explications.

### Géographie
Le site de Castets, à la rencontre de deux grands territoires et pays, est fréquenté et façonné par l'Homme depuis des millénaires. Cette position et ce relief exceptionnels pour la région, son occupation très ancienne et la concentration de mottes castrales, en font un lieu unique en France.
Le relief de ce site singulier, l'éperon, marque la limite entre deux pays, les Landes de Roquefort au nord et le pays de Marsan au sud. Formation naturelle apparue il y a plusieurs millions d'années, cet étroit plateau propose un relief favorable à l'occupation humaine. Encerclé au nord par le Midou et au sud par le Ludon qui se rejoignent à l'ouest au niveau de la confluence, le plateau de Castets a la forme d'un éperon d'un dénivelé de 30 mètres. Véritable forteresse naturelle, le site est depuis toujours propice à l'implantation humaine. Par le passé, le site devait être beaucoup plus ouvert, avec de nombreux points de vue sans aucun arbre, et occupé de manière régulière.

### Vestiges archéologiques
Préhistoire
La présence humaine sur ce site remonte au paléolithique. Ses habitants ont profondément modifié et façonné l'ensemble pour des raisons essentiellement défensives. Dès le néolithique, des tumuli sont érigés, modifiant sensiblement le paysage. La trace d'activité humaine la plus ancienne sur le site peut être datée de 50 000 ans grâce à la découverte d'outils en silex.
Protohistoire et période historique
C'est à l'âge du bronze que l'on attribue la toute première occupation (traces d'habitat de bois et de terre). Des éléments de céramique, de productions locales et d'importation, trouvés à plusieurs endroits sur le plateau, témoignent des différentes phases d'occupation. La première réalisation majeure marquant le site est le fossé orienté nord-sud qui, en barrant l'éperon, isole et protège un espace de 25 ha à l'ouest du plateau. Ce type d'aménagement, appelé « éperon barré », est l'une des premières manifestations de fortifications humaines connues. Sa date de construction correspond probablement aux premières traces d'habitat reconnues, à la fin de l'âge du bronze ou au début de l'âge du fer (entre le IXe siècle et le VIe siècle av. J.-C.). Des vestiges indiquent que la fréquentation du plateau s'est poursuivie jusqu'au Ier siècle av. J.-C., mais il faudra attendre plusieurs siècles et l'apparition des premières fortifications médiévales pour retrouver une activité humaine certaine.
Moyen Âge
L'élément le plus significatif est l'édification de nombreuses mottes castrales : en plus des quatre mottes identifiées à Castets (deux mottes principales, chacune associée à une motte secondaire, dont une avec une basse-cour), on en recense cinq autres dans les environs immédiats, dont celles du bourg, de Pellé, de Meignos et d'Agos. La quantité et la répartition des mottes témoignent de la forte volonté de maitriser les principales voies d'accès, route et cours d'eau (le Midou principalement) à la fin du XIe siècle.
Elles sont aussi représentatives des luttes d'influence entre les différents seigneurs de Bougue, d'Agos et de Meignos. Entre le XIIe siècle et le XIVe siècle, des fossés, talus et chemins en creux sont aménagés sur le pourtour du site. Des constructions de cette époque, il ne reste que les levées de terre, les autres éléments de construction, tels que le bois, n'ont laissé aucune trace.
A l'est du site, on peut distinguer les traces de construction de la bastide de Castetcrabe, ordonnée par le roi-duc Edouard Ier d'Angleterre en 1275 et qui n'a jamais été achevée. Le nom de Castetcrabe, autrement dit le « château des chèvres », sous-entend l'existence d'une fortification associée à cette bastide. Les deux mottes à proximité du fossé pourraient en être les vestiges. L'absence de toute trace de cette bastide témoigne de son rapide déclin, probablement dû au trop grand éloignement du site des circuits commerciaux, mais également à une résistance et une pression exercées sur les populations environnantes par le vicomte et la vicomtesse de Marsan, qui n'avaient pas été consultés.
Époque contemporaine

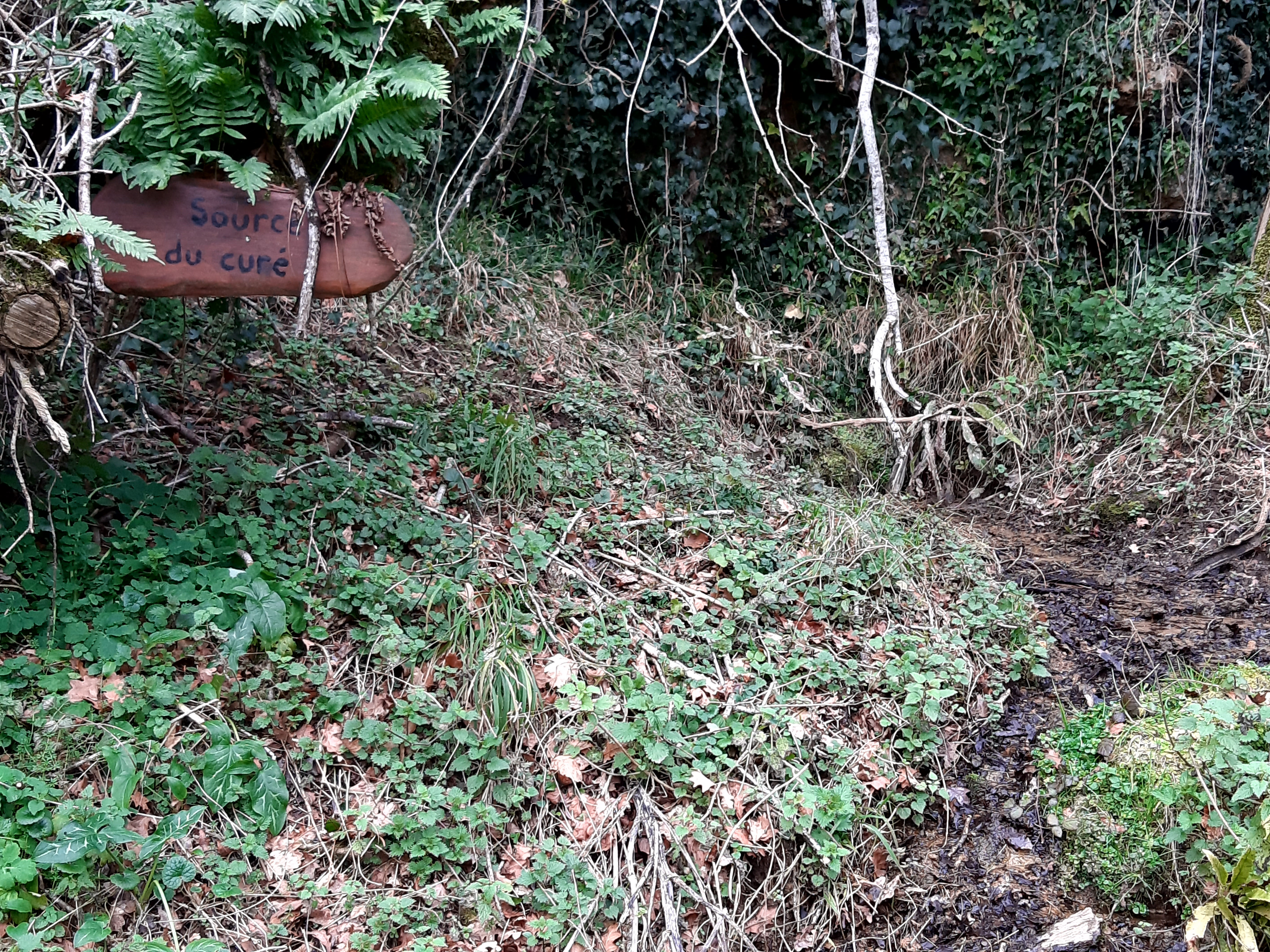
Source du Curé, longtemps utilisée par les habitants pour leur approvisionnement en eau potable.

Plus près de nous, le site comprend plusieurs sites d'extraction de pierres, vraisemblablement exploitées à la fin du XIXe siècle pour l'aménagement de voies ferrées autour de Mont-de-Marsan. Aujourd'hui abandonnées, ces carrières sont colonisées par des plantes, dont certaines espèces invasives (raisin d'Amérique, robinier faux-acacia, érable negundo, etc.). Une ancienne ferme occupe toujours le plateau. Servant jadis à l'agriculture vivrière et à la production de vigne, elle est progressivement remplacée par une pinède, elle-même ravagée par la tempête Klaus en 2009.
On relève également la présence de la source du Curé, dont les petits bassins révèlent la richesse du site en fossiles de mammifères terrestres et marins. On ne trouve aucune trace de culte ou de vertu miraculeuse associée, comme cela est fréquent avec les fontaines des Landes. Enfin, il est probable que la grotte du Loup surplombant le Midou ait servie de cache d'armes pendant l'occupation de la France par l'Allemagne.

### Faune et flore
Occupé en grande partie par des espaces naturels forestiers, le site de Castets recèle néanmoins de nombreux milieux différents, tant d'un point de vue structurel (prairies, landes, arbres) que liés à la nature du sol (calcaire, argileux, humide, sec, etc.).
Les inventaires écologiques permettent de recenser 25 habitats naturels différents. De superficies relativement restreintes (de l'ordre de quelques mètres carrés pour certains), ces zones de vie naturelles confèrent néanmoins au site un intérêt écologique certain en raison de la biodiversité présente.
La chênaie dominant le site de Castets présente des faciès variables en fonction du relief et du sol :
- en haut de pente : chênaie-charmaie avec fragon (Ruscus aculeatus), ormes (Ulmus) et houx (ilex aquifolium),
- en bas de pente : chênaie-frênaie avec érables (Acer), noisetiers (Corylus), ormes (Ulmus) et laîches des bois (Carex sylvatica)
- sur le secteur nord (vallée du Midou) : caractère plutôt montagnard avec la véronique des montagnes (Veronica montana), le grand boucage (Pimpinella major), la molène noire (Verbascum nigrum) ou encore le gaillet des bois (Galium sylvaticum)[3].

L'essence dominante reste le chêne pédonculé (Quercus robur) associé au charme (Carpinus betulus). Plusieurs espèces animales patrimoniales y sont inventoriées et y effectuent tout ou partie de leur cycle de vie (chauve-souris et insectes décomposant le bois pour s'en nourrir). La conservation des vieux arbres sur pieds et du bois mort constitue un enjeu majeur pour leur préservation.
La préservation des populations de chauve-souris est un des enjeux forts du site. Il concerne exclusivement les espèces arboricoles qui trouvent dans les vieux boisements des gîtes très favorables pour assurer la mise-bas et l'éducation des jeunes. La présence d'au moins une colonie de reproduction de murin d'Alcathoe (Myotis alcathoe) confère déjà à ce lieu une importance particulière, puisque cette espèce forestière mal connue est considérée comme une préoccupation majeure par le plan régional d'action pour la sauvegarde des chauves-souris. Le site de Castets constitue le troisième site de la Nouvelle-Aquitaine où la reproduction est avérée et le premier dans le département des Landes.
Parmi les espèces d'oiseaux inventoriées (et quasiment toutes protégées), trois présentent un enjeu plus important en termes de conservation : l'engoulevent d'Europe (Caprimlugus europaeus), le milan noir (Milvus migrans) et le martin-pêcheur d'Europe (Alcedo atthis). Les trois sont inscrites à l'annexe I de la Directive Oiseaux, et relèvent donc d'une protections à l'échelle européenne. La lande centrale sur le plateau, ainsi que les multiples milieux forestiers du site constituent de remarquables postes d'observation de ces espèces aviaires.
Les relevés botaniques effectués dans le cadre du plan de gestion écologique ont permis de recenser 250 espèces de plantes à fleurs et à graines (phanerogames), 56 de mousses (bryophytes), 46 de lichens, 80 de champignons. Parmi celles-ci, on compte notamment :
- une dizaine d'espèces invasives à surveiller, telles que le robinier faux-acacia (Robinia pseudoacacial), l'érable negundo (Acer negundo) et le raisin d'Amérique (Phytolacca americana) ;
- deux espèces qui bénéficient d'une protection régionale ou nationale : la laîche fausse brize (Carex brizoides) et le millepertuis des montagnes (Hypericum montanum) ;
- treize espèces présentant un intérêt pour leur rareté[3].

Concernant la faune, trois espèces d'insectes appartenant aux ordres des libellules (odonates) et des scarabées (coléoptères) bénéficient d'un statut de protection national et international. Il s'agit de l'agrion de Mercure (Coenagrion mercuriale), du tucane cerf-volant (Lucanus cervus) et du grand capricorne (Cerambyx cerdo).